# Marta Losada
Marta Losada Falk es una física de partículas colombiana, pionera de la física en Colombia y rectora de la Universidad Antonio Nariño.
Debe distinguirse de su madre, la matemática colombiana nacida en Estados Unidos María Falk de Losada, quien también fue rectora de la Universidad Antonio Nariño de 2001 a 2010.

## Educación y carrera
Losada obtuvo una licenciatura y una maestría en física en la Universidad Nacional de Colombia, donde su madre era profesora de matemáticas.  Completó su Ph.D. en la Universidad Rutgers en los Estados Unidos, y fue investigadora postdoctoral en el CERN de 1997 a 1999.  También ha realizado estudios en el Programa de Ciencia, Tecnología y Sociedad de la Escuela Harvard Kennedy de la Universidad de Harvard. 
Ha trabajado en la Universidad Antonio Nariño desde el año 2000, inicialmente como Directora del Centro de Investigación en Ciencias Básicas y Aplicadas y luego como Directora Nacional de Investigación de 2004 a 2014. Se convirtió en la rectora de la universidad en 2010,   reemplazando a su madre al frente de la universidad. 
Losada ocupa el cargo de Consejero Internacional en la junta directiva de la Sociedad Estadounidense de Física. 

## Física en Colombia
La experiencia de pregrado de Losada en física de partículas fue en gran medida autodidacta, ya que la Universidad Nacional no ofrecía cursos sobre el tema en ese momento. Hizo su tesis de maestría sobre neutrinos solares, "la primera tesis de maestría en física de partículas" en la universidad. 
Es una de las colaboradoras del experimento ATLAS en el Gran colisionador de hadrones. A través de este trabajo, construyó un grupo de investigación en su universidad y amplió la presencia de la física de partículas en Colombia. 